# Kemijoki
O rio Kemijoki (em sueco:  Kemi älv, em lapão setentrional:  Giemajohka), com 550 km de comprimento, é o mais longo rio da Finlândia. Corre por Kemijärvi e Rovaniemi atingindo o golfo de Bótnia em Kemi. Em Rovaniemi o rio Ounasjoki conflui com o Kemijoki. 